# Оньяті
Оньяті, Оньяте (баск. Oñati (офіційна назва), ісп. Oñate) — муніципалітет в Іспанії, у складі автономної спільноти Країна Басків, у провінції Гіпускоа. Населення — 10 896 осіб (2009).
Муніципалітет розташований на відстані близько 310 км на північ від Мадрида, 47 км на південний захід від Сан-Себастьяна.
На території муніципалітету розташовані такі населені пункти: (дані про населення за 2009 рік)
- Аранцасу: 101 особа
- Араоц: 37 осіб
- Бересао: 80 осіб
- Гарагальца: 124 особи
- Гарібай: 56 осіб
- Лесесаррі: 83 особи
- Мургія: 93 особи
- Ларранья: 125 осіб
- Олабаррієта: 258 осіб
- Оньяті: 9423 особи
- Санчолопестегі: 47 осіб
- Торреаусо: 38 осіб
- Урібаррі: 88 осіб
- Уррушола: 10 осіб
- Саньярту: 34 особи
- Субільяга: 262 особи
- Горібар: 37 осіб

## Демографія
Динаміка населення (INE ):

## Уродженці
- Сантьяго Ідігорас (*1953) — відомий у минулому іспанський футболіст, нападник, фланговий півзахисник.

## Галерея зображень

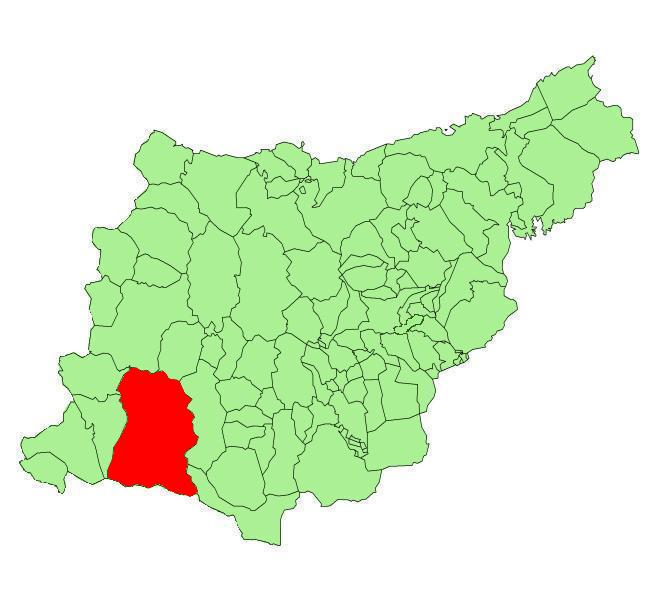
Розташування муніципалітету
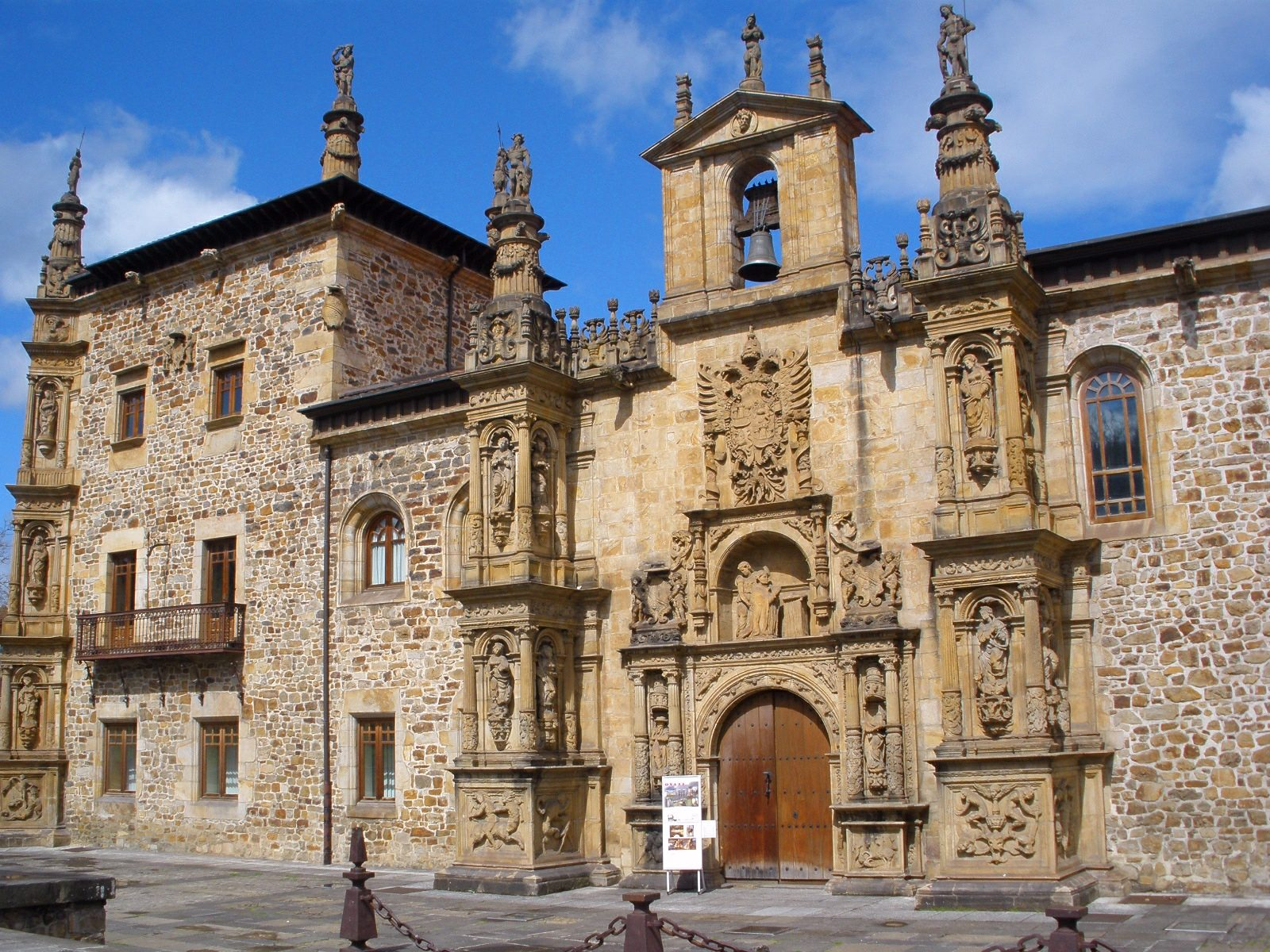
Фасад Університету Оньяті
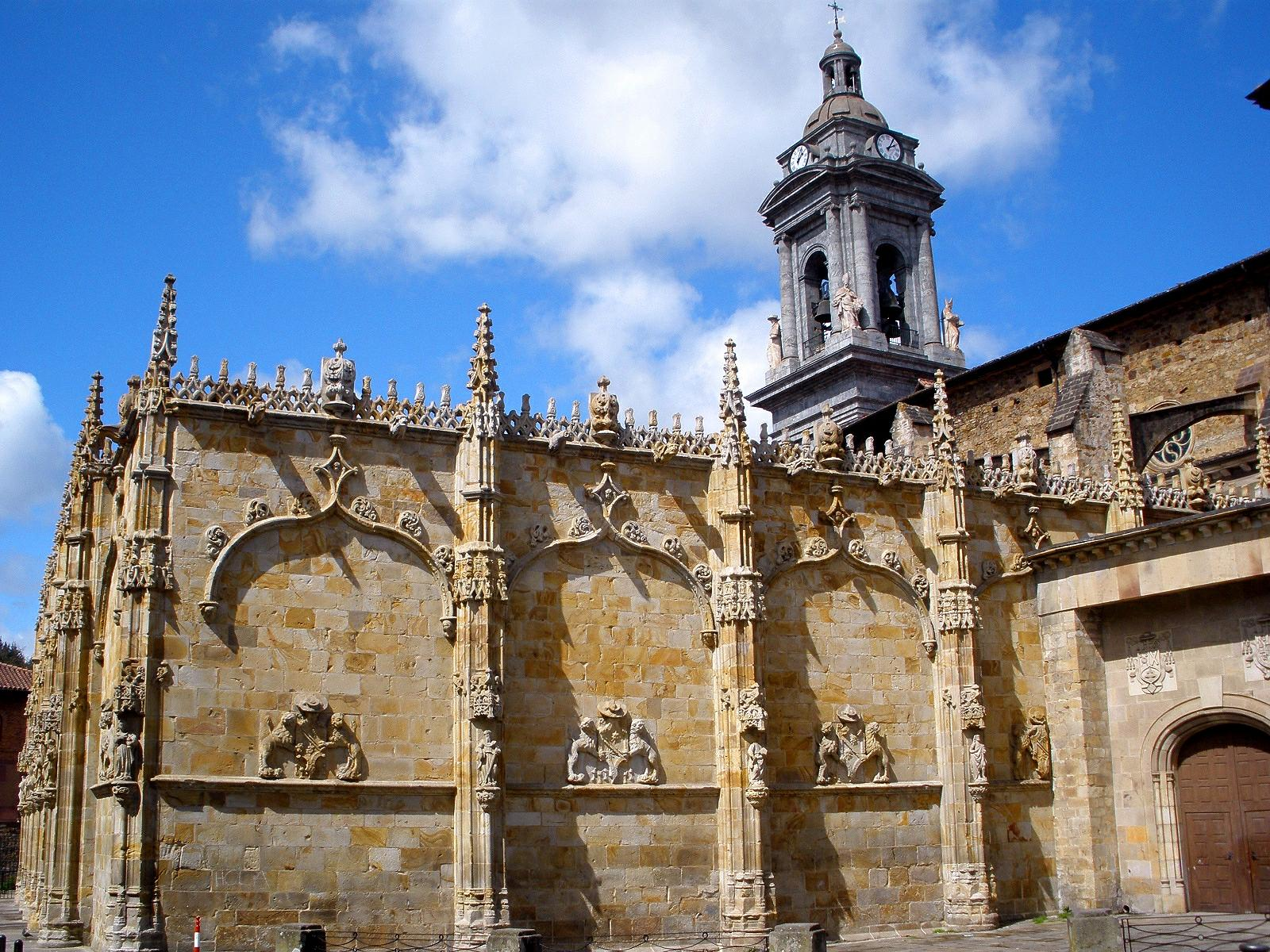
Церква Сан-Мігель-Арканхель
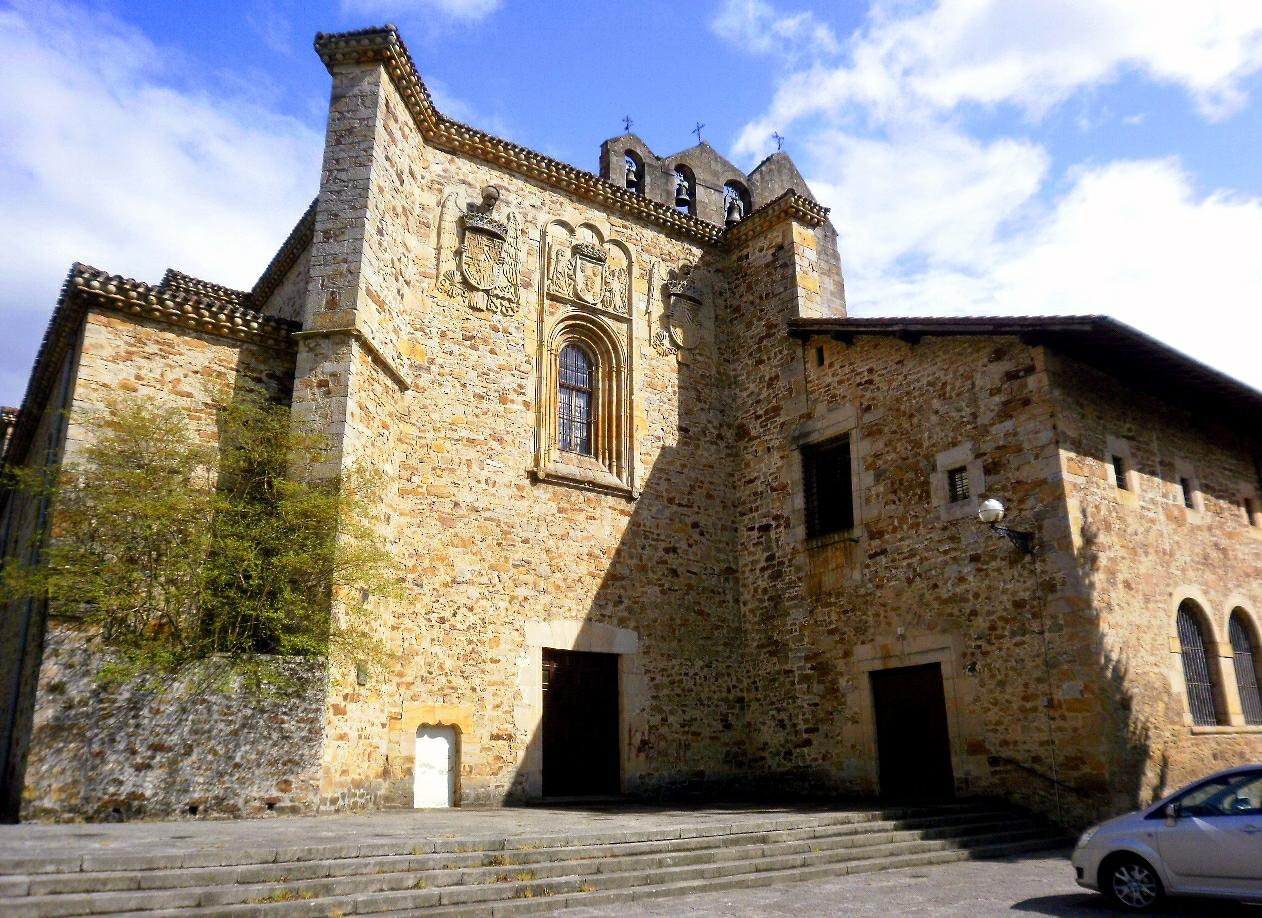
Монастир Санта-Клара-де-Бідауррета
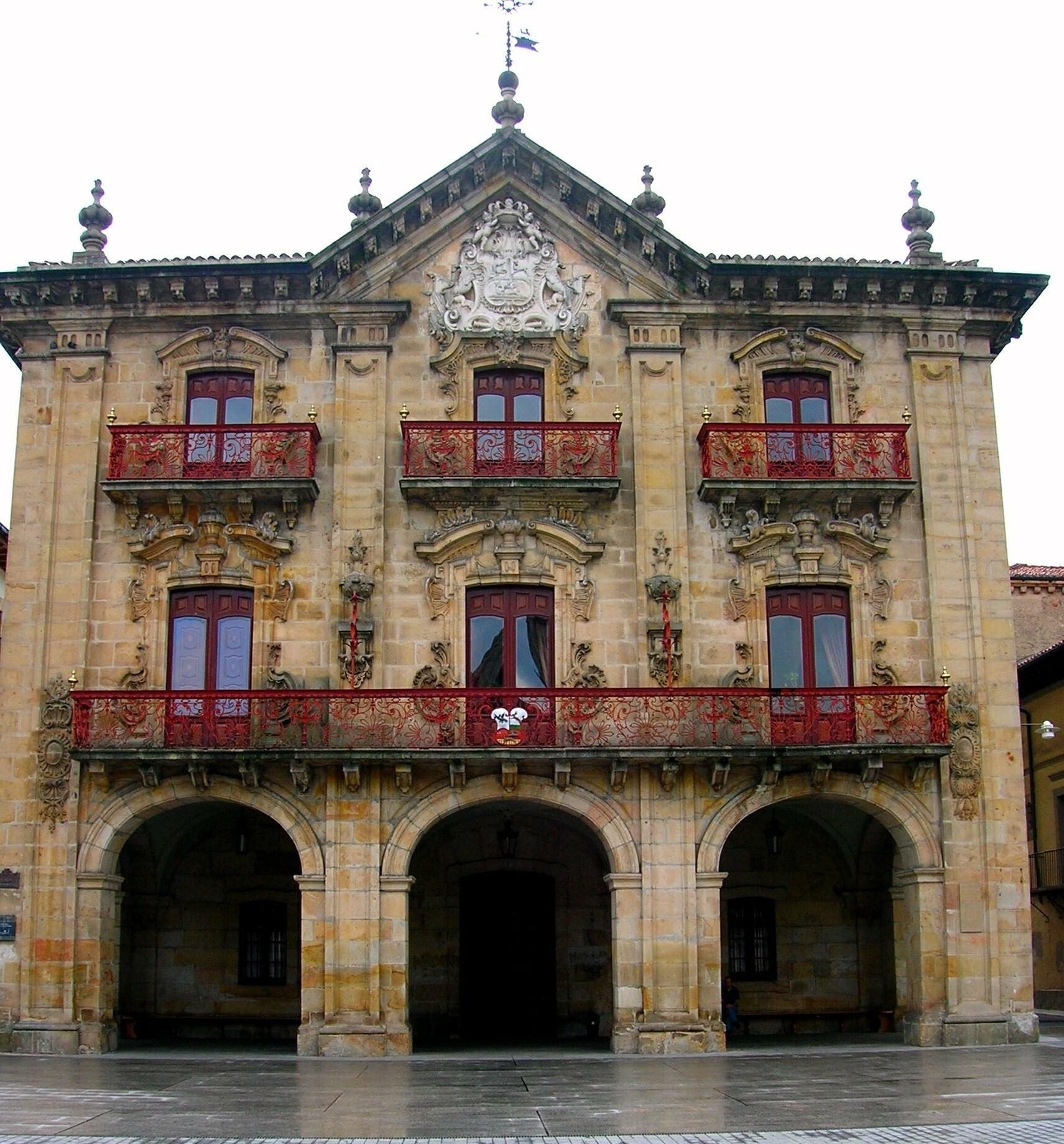
Муніципальна рада